# 周堪賡
周堪賡，字仲声，号五峰。湖廣宁乡縣人，明朝末年政治人物。

## 生平
延安府同知周耀冕之子。十九岁为诸生，天啟五年（1625年），登进士。崇禎年間，授福建福清县知县。歷官陕西道监察御史、光禄寺卿、顺天府尹、工部侍郎、副都御史、南京户部尚书，以工部侍郎督修汴河。
崇祯帝自杀后，周堪賡隐为山僧，在岭表瓯海游历，曾参加抗清活动。永曆元年（1647年），永历帝派遣中书、副将“谕楚五臣，仍著地方官敦促赴召。”因病不赴，实以尚书归故里。楚五臣还有原礼部尚书湖广夷陵州（今湖北宜昌）人文安之、原江西巡抚湖广益阳人郭都贤等。有《治河奏疏》二卷。